# 1946 у літературі

## Нагороди
- Нобелівську премію з літератури отримав німецький письменник Герман Гессе.

## Твори
- «Червона прорість» (порт. Seara Vermelha) — роман Жоржі Амаду.
- «Злодії вночі» (англ. Thieves in the Night) — роман Артура Кестлера.
- «Я прийду плюнути на ваші могили» (фр. J'irai cracher sur vos tombes) — роман Бориса Віана.
- «Все королівське військо» — роман Роберта Пенна Воррена.
- «На краю Ойкумени» — повість Івана Єфремова.

## Народились
- 2 квітня — Сью Таунсенд, британська письменниця, драматург, сценаристка.
- 21 квітня — Патрік Рамбо, французький письменник.
- 20 жовтня — Ельфріде Єлінек, австрійська письменниця, лауреат Нобелівської премії в галузі літератури за 2004 рік.
- 18 листопада — Алан Дін Фостер, американський письменник-фантаст, сценарист.

## Померли
- 6 червня — Гергарт Гауптман, німецький письменник, драматург, лауреат Нобелівської премії з літератури за 1912.
- 27 липня — Гертруда Стайн, американська письменниця.
- 30 липня — Морозов Микола Олександрович, російський революційний народник, учений, письменник.
- 13 серпня — Герберт Уеллс, англійський письменник.